# Newtown (Hampshire)
Pour les articles homonymes, voir Newtown.
Newtown est une paroisse civile et un village du Hampshire, en Angleterre.